# Ял

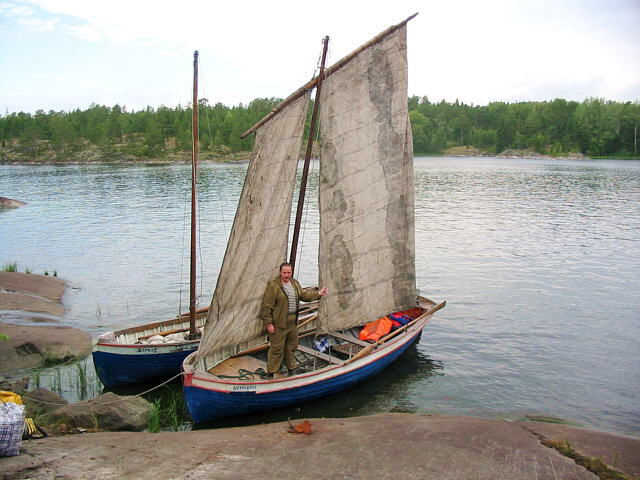
Ялы

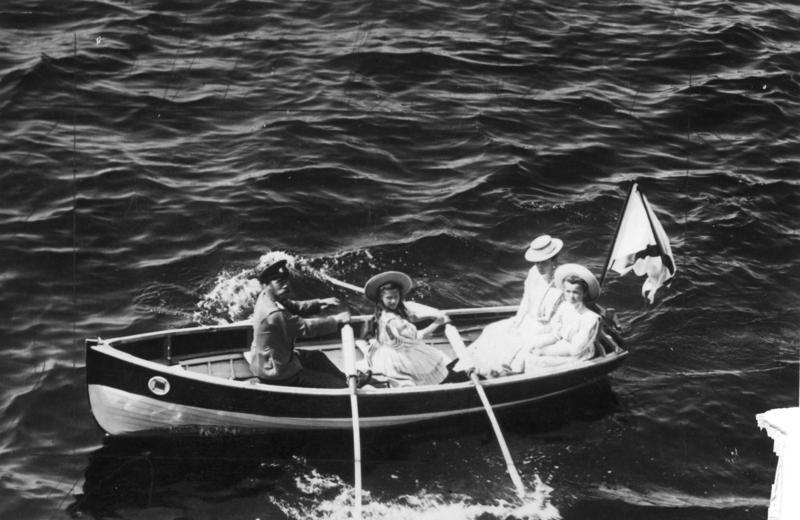
Царь Николай II с семьёй на яле

Ял (уменьш. я́лик, через англ. уаwl, от нидерл. jol [jɔ:l]) — лёгкая парусная лодка (швертбот) или транцевая гребная, а также гребно-парусная корабельная шлюпка с вальковыми вёслами.
На судах используют для связи с берегом, работ у борта (заводка швартовых, верпов), перевозки лёгких грузов или людей. Также пользуется популярностью в спортивно-туристических целях.
Мачта на 6-вёсельном яле — одна, называют «фок-мачтой» и служит опорой для парусов. Изготовляют из сосны или ели (клееной), длиной 5,5 м.
«Ял» и «йол» — слова одного корня, и между этими судами много общего. Первоначально использовали в Российской империи как синонимы. В XIX веке под «ялом» стали понимать, в основном, гребное судно, под «иолом», в основном, — парусное. В частности, ялики использовали для сообщения Петербурга с Кронштадтом.
| По количеству вёсел разделяют на | Длина, м | Ширина, м | Примечание |  |
| -------------------------------- | -------- | --------- | --- |  |
| 2-вёсельные (двойки)             | 3,55     | 1,25      | Не имеют парусного вооружения Предназначены для перевозки до трёх человек на короткие расстояния при состоянии моря до двух баллов                                                                                |  |
| 4-вёсельные (четвёрки)           | 5,26     | 1,61      | Имеется одномачтовое парусное вооружение; иногда снабжают подвесным мотором Для перевозки лёгких грузов или людей (на вёслах — 13, под парусом — 8 человек) при ветре до пяти баллов, в районах, закрытых от волн |  |
| 6-вёсельные (шестёрки)           | 6,1      | 1,9       | Имеется одномачтовое парусное вооружение; иногда снабжают подвесным мотором Для перевозки лёгких грузов или людей (на вёслах — 13, под парусом — 8 человек) при ветре до пяти баллов, в районах, закрытых от волн |  |

По материалу, применяемому для изготовления, различают:
- из досок — ЯЛ-6, ЯЛ-4, ЯЛ-2,
- из шпона — ЯЛШ-6, ЯЛШ-4, ЯЛШ-2,
- из пластмассы — ЯЛП-6,
- из лёгкого сплава — ЯЛА-6.

## Шестивёсельный ял

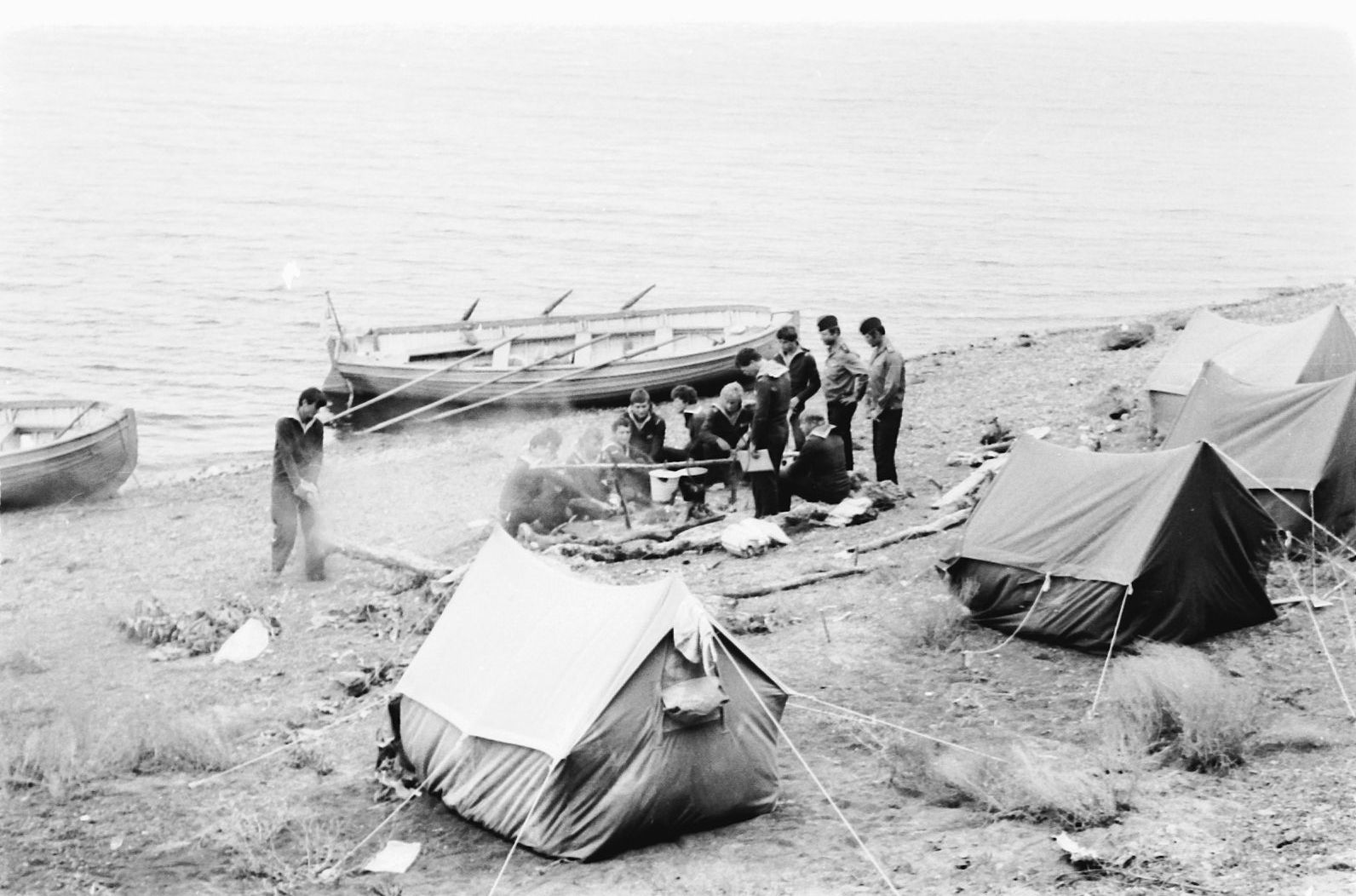
6-вёсельные ялы на озере Болонь

Ял-6 (или 6-вёсельный ял) — мореходная шлюпка с рейково-разрезным парусным вооружением. Обычно изготавливают из дерева, в последнее время — чаще из пластика, приводимое в движение вёслами, парусами или подвесным мотором. Имеет следующие параметры: длина — 6,11 м, ширина — 1,85 м, высота от киля до планширя (по миделю) — 0,91 м, масса 600—650 кг (деревянные), 450—500 кг (пластиковые).